# Ana Srebrnič
Ana Srebrnič, slovenska šahistka, velemojstrica,  * 20. februar 1984, Ljubljana.
Srebrničeva je velemojstrica (wGM) od leta 2006; Do leta 2018 je bila članica Šahovskega kluba Nova Gorica, od leta 2018 pa je članiska Šahovskega kluba Ljubljana.
Rezultati: 
- mladinska prvakinja Slovenije v konkurencah do 12 let (1996), do 14 let (1997, 1998), do 16 let (2000), do 18 let (2001, 2002), do 20 let (2000)
- 6. mesto na svetovnem prvenstvu do 14 let (1998)
- 11. mesto na evropskem ekipnem prvenstvu (2001)
- članska viceprvakinja leta 2004
- članska prvakinja leta 2008
- članska prvakinja leta 2012

Je tudi članica ekipe ženske olimpijske ekipe. Na 35. šahovski olimpijadi na Bledu je z ekipo je zasedla 38. mesto, na 36. šahovski olimpijadi je zasedla 38. mesto, na 37. šahovski olimpijadi pa odlično 9. mesto. 